# بیمارستان پیتیه-سالپتریر

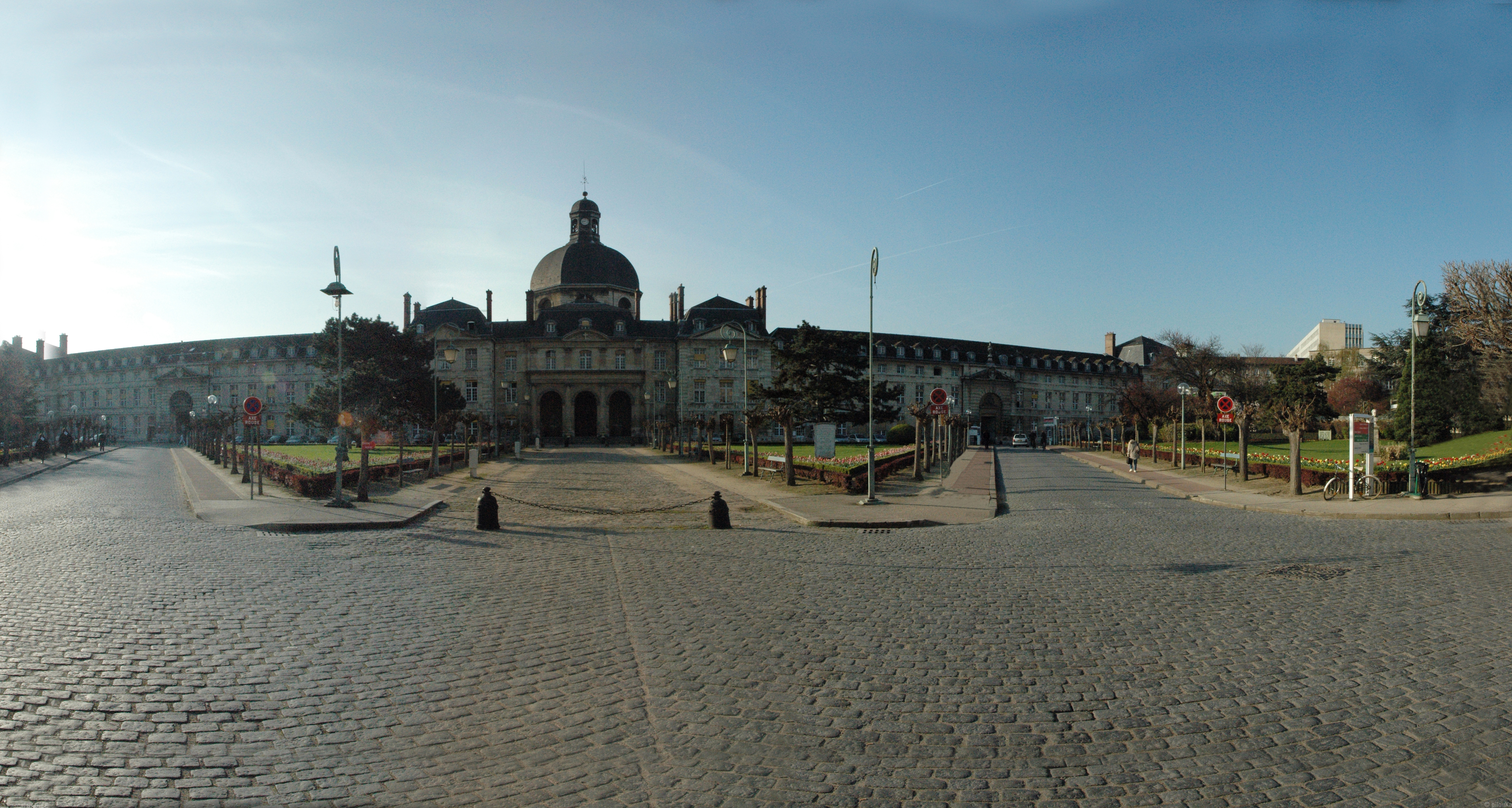
بیمارستان پیتیه-سالپتریر

بیمارستان دانشگاهی پیتیه-سالپتریر (فرانسوی: Hôpital universitaire Pitié-Salpêtrière‎؛ فرانسوی: [opital ynivɛʁsitɛʁ pitje salpɛtʁijɛʁ]) یکی از مشهورترین و برجسته‌ترین بیمارستان‌های دانشگاهی آموزش پزشکی در فرانسه است که در ناحیهٔ ۱۳ شهرداری در پاریس واقع شده‌است.
این بیمارستان ۱۶۰۳ تختخوابی، از زیرمجموعه‌های دانشگاه سوربن و یکی از بزرگترین بیمارستان‌های اروپاست.
از پزشکان مشهور این بیمارستان می‌توان به دوشن دو بولونیه، ژان-مارتن شارکو، پی‌یر شارل الکساندر لویی، زیگموند فروید، ژوزف بابینسکی، ماریا مونته‌سوری، ژاک لاکان و ایرج گنج‌بخش اشاره کرد.